# José Carabalí
José Joel Carabalí Prado (ur. 19 maja 1997 w Esmeraldas) – ekwadorski piłkarz występujący na pozycji środkowego pomocnika, reprezentant kraju, obecnie zawodnik Universidad Católica.